# Мороз Владислав Васильович
Владислав Васильович Мороз (нар. 4 жовтня 2001, Тернопіль, Україна) — український футболіст, центральний захисник клубу «Епіцентр».

## Життєпис
Народився в Тернополі. У ДЮФЛУ виступав за «Тернопіль» та стрийську «Скалу». З 2018 по 2019 рік захищав кольори юнацької команди «Волині».
У дорослому футболі дебютував за «Волинь-2» 6 вересня 2020 року в переможному (3:1) домашньому поєдинку 1-го туру групи «А» Другої ліги України проти вінницької «Ниви». Владислав вийшов на поле в стартовому складі та відіграв увесь матч. У сезоні 2020/21 років зіграв 20 матчів у Другій лізі України за «Волинь-2». Наприкінці липня 2021 року переведений до першої колманди клубу, у футболці якої дебютував 24 липня 2021 року в нічийному (2:2) виїзному поєдинку 1-го туру Першої ліги України проти волочиського «Агробізнесу». Мороз вийшов на поле на 90-ій хвилині, замінивши Назарія Богомаза.